# Las Meninas
Las Meninas (španjolski za: Male dvorske dame) je monumentalno ulje na platnu iz 1656. godine; najveće remek-djelo španjolskog baroknog slikara Velázqueza. Ova slika ne služi samo na počast Velázquezovoj genijalnosti, nego i samome slikarstvu kao umjetnosti.
Las Meninas je prepoznata kao jedna od najvažnijih slika u Europskom slikarstvu. Barokni slikar Luca Giordano ju je nazvao "teologijom slikarstva", a Sir Thomas Lawrence u 19. stoljeću "filozofijom umjetnosti", dok je danas opisuju kao "Velázquezovo najveće dostignuće, iznimno samosvjesno i proračunato djelo koje pokazuje koji vrhunac se može doseći štafelajnim slikarstvom".

## Odlike
Slika predstavlja veliku prostoriju Filipove palače u čijem središtu se nalazi petogodišnja infanta (princeza) Margarita Tereza koju dvore dvorske dame (meninas), patuljak i pas. Njihovu bogatu dvorsku odjeću Velázquez je naslikao elegantnim i spontanim potezima kista, tako da ističu njihove teksture. 
Na detalju koji prikazuje infantkinju Margeritu može se vidjeti da umjetnik ne slika haljinu, već svjetlost kako se reflektira u njegovu oku od predmeta, koji je slučajno vrpca. On svjetlost prevodi u tonove, dajući impresiju boje, teksture i oblika vrpce. Ne mogu se opisati detalji tog predmeta, doživljava se samo realnost udaljenosti koja svodi predmet na mrlje boja
Neki oblici, poput infante i dvorjana na vratima, su osvijetljeni, ali su ostali na slici, poput slika na bočnim zidovima, potpuno nejasni. Najtajanstvenije je veliko platno s lijeve strane iza kojega se nalazi sam slikar Velázquez u radu. Između tajanstvenih slika na zidu nalazi se zrcalo u kojemu se oslikavaju likovi kralja Filipa IV. i kraljice Marijane, roditelja malene infante. Njihov prikaz je bio temom brojnih znanstvenih rasprava: da li oni zapravo samo stoje ispred svoje kćeri, ili poziraju slikaru za portret?
Kompozicija (likovna) je na prvi pogled zatvorena sa svih strana, čak i s prednje, i to pomoću zrcala kao na slici Portret Arnolfinijevih Jana van Eycka. Međutim, elementima žanr-scene sugerirano je otvaranje. Prozori se nalaze na lijevoj strani, ali kroz njih se ne vidi, u pozadini je otvor vrata zabljesnut svjetlošću, a sugerirano otvaranje lijeve strane je zaklonjeno slikarskim štafelajom. I omeđivanje prednje strane je relevantno: likovi u zrcalu su naznačeni, kao svijetle mrlje rastvorenih obrisa na neodređenoj pozadini. Likovi su grupirani u dvije krivulje, između kojih prostor krivuda, nastavlja se do vrata, povezujući svjetlost koja dolazi s desna sa svjetlošću u dnu slike. U kompoziciju svjetlosti uključen je i odraz u zrcalu, predstavljajući istovremeno prikaz refleksa i izvor svjetlosti. U svakom slučaju, prostor prikazan na slici je, u skladu s baroknim ukusom, otvoren na sve strane. Najprije nepoznatim granicama prostora u tami, potom stražnjim vratima kojima se otvara pogled u nedogled sjajnog eksterijera, i zrcalom u prostor gdje stoje promatrači slike (na mjestu kralja i kraljice).
Slika ima još jedno simbolično značenje. S obzirom na to da se slikarstvo u Španjolskoj još uvijek nije smatralo umjetnošću, kao u Italiji, nego samo vještim zanatom, smještajući sebe na kraljevski portret Velázquez je istaknuo kako je tu mjesto umjetniku, a slikarstvu uz najveće djelatnosti. Da je umjetnik bio ponosan na ovu sliku, ali i na sebe kao člana kraljevskog kruga s nadimkom “božanskog umjetnika”, vidi se i po čvrstoj pozi, uzdignutom kistu i ordenu na grudima. Taj crveni križ je zapravo Orden sv. Jakova kojim je Velázquez postao vitezom 1659. godine. Iako je slika bila dovršena 1656. godine, tri godine prije, Velázquez ga je kasnije dodao na sliku.